# Mohammadiyeh
Mohammadīyeh (farsi محمدیه) è una città dello shahrestān di Elburz, circoscrizione di Mohammadiyeh, nella provincia di Qazvin in Iran. Aveva, nel 2006, una popolazione di 41.766 abitanti. 